# Madeleine Larcheron
Madeleine Larcheron est une skateuse française spécialiste du park (bowl), née le 24 janvier 2006 à Paris. 
Championne de France 2018 et 2021, elle est la plus jeune membre de la délégation française aux Jeux olympiques d'été de 2020 à Tokyo.

## Biographie
Madeleine Larcheron est née le 24 janvier 2006 à Paris. Elle commence à pratiquer le skateboard vers neuf ans et participe à ses premières compétitions à douze ans,. Elle devient championne de France la même année en 2018. Elle est championne de France 2021, classée 22e mondiale,. 
Âgée de quinze ans, elle est la plus jeune membre de la délégation française aux Jeux olympiques d'été de 2020 à Tokyo,.
Elle n'est pas sélectionnée aux Championnats du monde de 2023, alors qu'elle est incluse dans le nombre de places disponible pour la France, ce qui cause une polémique contre la Fédération française de roller et skateboard. 
Madeleine Larcheron ne participe pas aux Jeux Olympiques de Paris 2024, mais l’issue de ces derniers, elle conserve le meilleur classement tricolore en Park féminin Olympique (13eme à Tokyo 2020). 
En septembre 2023, un skatepark de 500 m2 à son nom est inauguré dans la ville de Sotteville-lès-Rouen.